# Estádio 24 de Setembro
Het Estádio Nacional 24 de Setembro (Nederlands: Nationaal stadion 24 september) is a multifunctioneel stadion in Bissau, de hoofdstad van Guinee-Bissau. Het stadion wordt vooral gebruikt voor voetbalwedstrijden. Er kunnen 20.000 toeschouwers in. Het nationale elftal van Guinee-Bissau speelt er zijn thuiswedstrijden.
In 2007 werd er van dit stadion gebruik gemaakt om wedstrijden te spelen voor de Amílcar Cabral Cup.